# Ван Аньи
Ван Аньи (王安忆; род. 6 марта 1954 года, Нанкин) — китайская писательница, председатель шанхайского отделения Союза китайских писателей, профессор, преподаватель Фуданьского университета. Многократный лауреат китайских литературных премий, в том числе престижной премии Мао Дуня (2000) и премии «Сон в красном тереме» (2012). В 2006 году стала заместителем председателя Союза писателей Китая, вошла в состав Народного политического консультативного совета Китая.

## Биография

### Родители
Ван Аньи родилась 6 марта 1954 года в Нанкине. Она стала второй дочерью в семье драматурга Ван Сяопина и писательницы Жу Чжицзюань.
Отец, Ван Сяопин (кит. 王啸平; 1919—2003), родился в уезде Тунань провинции Фуцзянь. В раннем детстве его родители переехали в Сингапур, где Ван Сяопин и начал свою писательскую деятельность. С началом японского вторжения в Китай Ван становится активным участником антияпонского движения, публикует в газетах и журналах свои литературные сочинения агитационного характера. В 1940 году он возвращается в Китай, где полностью посвящает себя борьбе с оккупантами. После образования КНР он посвятил себе драматургии: работал режиссёром и руководителем в театре при Политсовете Северо-Восточной Китайской армии, в драматической труппе Главного политического отдела Нанкина, в труппе политуправления военного района Нанкина, на киностудии провинции Цзянсу, в военной труппе Нанкинского театра, в театральной труппе провинции Цзянсу и в других творческих коллективах. В 1958 году, в разгар кампании «борьбы с правыми элементами», Ван Сяопина заклеймили как «правого» и на пять лет он был вынужден вернуться в Нанкин. С 1962 по 1982 год Ван Сяопин работал режиссёром в народном театре Шанхая. За годы своей работы он поставил несколько десятков получивших одобрительные отзывы пьес, написал несколько рассказов, пьес, повестей, работ по исследованию театрального искусства, неоднократно был отмечен наградами и почётными званиями передового работника культуры, однако ни профессионального признания, ни популярности у публики не снискал. «Моего отца нельзя назвать известным деятелем искусства, — признавалась Ван Аньи. — Он был всего лишь старым театральным режиссёром. Хотя он сделал много постановок, [специфика] спектакля как вида ремесла такова, что он живёт в памяти считанные минуты. Я думаю, что только очень очень большие поклонники театра помнят его работы». Сам Ван Сяопин также весьма сдержанно оценивал собственный вклад в искусство: «По итогам творчества последних лет Ван Аньи можно назвать чемпионом, Жу Чжицзюань занимает второе место, а у меня — только последнее».

Жу Чжицзюань и Ван Аньи

Мать Ван Аньи, Жу Чжицзюань (1925—1998), добилась в творчестве успеха намного большего, нежели её супруг. Свою творческую деятельность писательница начала практически одновременно со вступлением в компартию, что закономерно определило характер её произведений. Творческий взлёт Жу Чжицзюань пришёлся на 1950-е годы. Её произведения этого периода описывают военные годы, рассказывают об энтузиазме людей в ходе революционной и антияпонской войн, а также восхваляют солидарность народных масс с Национально-освободительной армией Китая. Впрочем политическая сознательность Жу Чжицзюань не уберегла её от критики: в 1962—1965 годах её произведения подверглись критике за «излишнюю озабоченность» проблемами «маленьких людей» и недостаточную выраженность политической линии, другими словами, порицанию и осуждению были подвергнуты именно те элементы произведений, которые позволили писательнице получить признание в среде писателей и завоевать любовь читателей.
Именно под влиянием матери Ван Аньи стала проявлять интерес к писательству. «Мы никогда не стремились уделять какое-то особенное внимание воспитанию Ван Аньи, определяющим было её собственное желание, — вспоминала Жу Чжицзюань. — Когда она была ребенком, я каждый день выписывала 24 новых понравившихся мне стиха в жанре цы и вешала их над кроватью дочери. Потом я учила её выразительному чтению, пыталась привить ей интерес, но сейчас трудно сказать, была ли от этого какая-то польза (возымело ли это воздействие на неё в те годы)». В отличие от своей супруги Ван Сяопин мало беспокоился литературным воспитанием дочери: «Когда я только начинала писать, мама часто читала мои черновики, подсказывала какие-то нюансы. Я дорабатывала свои сочинения, а отец говорил матери: „Не учи её, пусть пишет сама!“». Влияние «писательской семьи» на свой жизненный путь Ван Аньи резюмировала следующим образом: «Семья создала благоприятные условия для моего воспитания, но я не могу сказать, что их значение было решающим». 

### Детство
В 1955 году в поисках лучших условий жизни и больших возможностей для осуществления творческих замыслов семья переезжает в Шанхай. В 1958 году «опальный» отец был вынужден вернуться в Нанкин. В 1960 году семейство Ван было разбросано по Китаю: отец работал в Нанкине, мать — в деревне Мэйлун под Шанхаем, сестры Аньно и Аньи остались в Шанхае с нянькой. Ван Аньи вспоминала, что голод и политическая борьба были самыми серьёзными проблемами в те годы, однако перипетии политической жизни, как то провал «большого скачка», подковёрная борьба в партийном аппарате, начало критики Мао Цзэдуна и нарастание конфликта с СССР, практически не отражались на её жизни.
Когда будущей писательнице пришло время отправляться в школу на занятия, оказалось, что младшие классы были переполнены. На какое-то время начало учебного процесса пришлось отложить, и здесь на помощь Ван Аньи пришла её старшая сестра. Ван Аньно проявила инициативу и решила сама заняться образованием младшей сестры, оказав тем самым непосредственное влияние на увлечение Ван Аньи литературой. Ван Аньно просила сверстников тайком брать для неё книги из школьной библиотеки. Помимо произведений китайской литературы сестры познакомились с мировой классикой. Среди книг, что приносили Ван Аньно, были «Овод» Э. Л. Войнич, «Анна Каренина» Л. Н. Толстого, «Дворянское гнездо» и «Рудин» И. С. Тургенева и другие. Сёстры читали каждую книгу с большим интересом. Иногда время, отведённое им для прочтения, ограничивалось одной ночью, тогда Аньи и Аньно буквально «проглатывали» книги. Знакомство с китайской и мировой литературой очень пригодились будущей писательнице, которая так никогда и не получила полного филологического образования.
Во время учёбы Ван Аньи в начальной школе родители стремились дать ей всестороннее образование. Особое внимание уделялось математике, с которой будущая писательница никак не могла найти общий язык. Стараясь оградить своих детей от пагубного влияния улицы, родители приобрели аккордеон, и девочки дома занимались музыкой. Помимо музыкального образования Жу Чжицзюань хотела привить дочерям интерес к иностранному языку. Она наняла репетитора по английскому языку, однако Ван Аньи не испытывала большой тяги к его изучению. Именно поэтому, спустя много лет, когда писательница окажется на литературных курсах в США, ей понадобится переводчик, чтобы прочитать книги, необходимые для освоения учебного процесса. Однако впечатление, которое произвёл на неё учитель, оставило след в творчестве писательницы: впоследствии репетитор станет прообразом одного из персонажей повести «Возвращение» («归去来兮»).
Школьная приятельница Ван Аньи Дун Сяопин вспоминала, что часто после школы их любимым занятием было перебирание книжного собрания семейства Ван. В родительской комнате стояла большая картонная коробка, полная детских книг: книжки-картинки, сказки, более серьёзные произведения для внеклассного чтения. В конце 1960-х годов такая коробка для детей была настоящим сокровищем, а чтение — одним из излюбленных занятий. Помимо чтения, девочкам, Сяопин и Аньи, нравилось играть в детские игры. Во дворе дома Ван Аньи был небольшой дворик, который стал излюбленным местом для времяпрепровождения детей. В воспитании их поколения огромное значение уделялось крестьянскому труду: сельское хозяйство всегда занимало серьёзное место в экономике Китая, а потому крестьянский труд требовалось возвести в разряд почётных. Кроме того, после войны китайцы испытывали особое чувство благодарности Народно-освободительной армии Китая. Существующий социальный настрой отражался и на детских играх. После школьных занятий горожанка Ван Аньи представляла себя крестьянином, живущим в глухой деревне, или солдатом, переживающим тяготы и лишения военных лет. Дун Сяопин и Ван Аньи копались на небольшой клумбе, готовили себе «солдатскую пищу». Спустя 30 лет Дун Сяопин вспоминала о Ван Аньи как о доброй, щедрой и бескорыстной девочке, несмотря на то, что после мелкой школьной ссоры они навсегда разорвали отношения.
В школьные годы Ван Аньи придумывала подростковые песенки, вела дневники, сочиняла небольшие рассказы. Впрочем школьные учителя не видели особых писательских задатков у девочки, напротив, за школьные сочинения ей доставались весьма скромные отметки. Как вспоминала Дун Сяопин, проблема заключалась в том, что Ван Аньи не успевала раскрыть заданную тему в отведённое время. В результате изящный ход рассуждений обрывался на половине, а школьное сочинение не удовлетворяло требования.
В 1962 году с отца Ван Аньи был снят ярлык «правого» и семья смогла воссоединиться в Шанхае. Впоследствии Ван Аньи напишет статью о Ван Сяопине, в которой признаётся: «Когда мы выросли, сестра вступила в отряд хунвэйбинов, и только тогда нам открылась правда о том, что отец причислен к „правым“. Тогда нам казалось, что мы пережили сильнейший удар, а судьба наша горька. Позже мы поняли, что таким людям, как он, ни в коем случае нельзя становиться „правыми“. Будучи дочерью „правого“ отца, у меня не осталось иного выбора. Он же, в свою очередь, продолжал доказывать свою преданность принципам: любил родину, партию… в самые неподходящие моменты говорил самые неподходящие слова».
В 1966 году с началом «культурной революции» занятия в школах по всему Китаю были отменены. На смену им пришли политические собрания, митинги и выступления. Как позже вспоминала сама писательница, «В то время мы, ученики средних классов, с энтузиазмом встретили „культурную революцию“. Мы хотели предпринимать что-то, но нам не разрешали. Я с восхищением смотрела на старшеклассников, их принимали в хунвэйбины, они могли участвовать в „массовом обмене революционным опытом“. Если бы я была старше всего на два года, моя жизнь могла сложиться совсем по-другому».

### Юность
Ван Аньи заканчивала школу в 1969 года и согласно установленному порядку должна была отправиться на «перевоспитание» в деревню, работать в производственной бригаде. Ван Аньи вспоминала, что у неё была возможность не ехать в деревню, но после окончания школы она не могла поступить в университет, а поэтому днями напролёт изнывала от безделья. Мать пыталась отговорить её, но девушка была настроена решительно, она объясняла своё решение необходимостью расширить кругозор, познакомиться с жизнью деревни, более того, ей казалось, что человек, не прошедший «перевоспитание» в деревне, не имел будущего. В апреле 1970 года Ван Аньи отправилась в деревню Далю провинции Аньхой.
О своём решении девушка пожалела, едва прибыв в деревню. Деревня Далю была одной из самых бедных в провинции Аньхой. Первоначально Ван Аньи поселили в обычной крестьянской семье, вместе с ней в комнате жили ещё четверо детей хозяина дома и девушка из небольшого городка, которая так же, как Ван Аньи, приехала в деревню на «перевоспитание». На обустройство быта каждого из новоприбывших представителей «образованной молодёжи» правительство выделяло 200 юаней, однако крестьяне сочли, что городская барыня долго в деревне не протянет, и поэтому деньги распределили между членами производственной бригады. К счастью Аньи в скором времени по соседству умерла старушка, и девушка переселилась в её дом. Пару месяцев ей пришлось спать прямо под мемориальной доской. Через полгода девушка вернулась в Шанхай. Несмотря на уговоры матери Аньи решила вернуться в ненавистную деревню, однако каждые полгода на продолжительное время она будет возвращаться домой: «Если бы я посчитала, сколько времени я провела в деревне суммарно, мне бы стало стыдно».
В деревне Аньи проявила свою политическую активность. В том же 1971 году она была избрана от уезда как активный передовик в изучении идей Мао Цзэдуна, позже была избрана представителем района, а позже — от провинции Аньхой. В том же году она подала заявку на вступление в Союз молодёжи, куда была принята лишь в следующем году.
Своё семнадцатилетие Ван Аньи встречала в деревне, без родственников, но мать пообещала подарить ей памятный подарок. Жу Чжицзюань изначально намеревалась подарить дочери одну из повестей Максима Горького, но в разгар «культурной революции» купить эти произведения в магазинах было невозможно, она выбрала другую книгу, это был роман «Мужество» (1938 г.) русской писательницы Веры Кетлинской. Мать написала несколько слов на книге: «Пестрое детство закончилось, революционная молодость началась. Революция — это серьезное, великое и трудное время, оно требует мужества! Мужества! Мужества!».
Единственным занятием, позволявшим будущей писательнице вырваться из деревенской скуки и забыть об изнурительном труде, было ведение ежедневных записей. Сначала она делала это только для себя, а потом стала отправлять свои дневники матери. Денег, которые за день зарабатывала Ван Аньи, едва хватало на отправку одного письма, тем не менее Жу Чжицзюань каждую неделю получала два письма от дочери. В них Ван Аньи делилась своими мыслями и переживаниями, описывала изнурительную работу, а также рассказывала об увиденном и услышанном в деревне. Жу Чжицзюань могла ясно представить себе жизнь деревенских обитателей благодаря выразительному и образному языку, которым писала её дочь. Потом свои письма и дневники Ван Аньи стала писать в форме рассказов, которым были свойственны детализация, реалистичность и аналитический подход. Но главное, что поняла Жу Чжицзюань, — её дочь, во-первых, имеет выраженные способности к творчеству, а во-вторых, постигла реалии деревенской жизни.
Надеясь изыскать удобный повод, чтобы покинуть деревню, Ван Аньи посещала все музыкальные отборы, которые проводились поблизости, но спрос на аккордеонистов был невелик, к тому же уровень её игры был заурядным. Ван Аньи пожалела, что не занималась на струнных инструментах, такие музыканты ценились гораздо выше в любом коллективе в те годы, спрос на них превышал предложение в десятки раз. Но наконец очередной музыкальный экзамен проходит успешно, и в 1972 году Ван Аньи покидает производственную бригаду и уезжает в Сюйчжоу провинции Цзянсу. Больше в деревню Далю она не возвращалась.
Оркестр, в который попала Ван Аньи, был новым коллективом, состав ещё не был полностью сформирован, а потому вскоре после переезда ей было предложено ускоренным путём овладеть игрой на виолончели. Именно тогда будущая писательница была впервые по-настоящему захвачена музыкой. Но спустя некоторое время девушка вновь ощутила неудовлетворение собственным положением, ей хотелось быть ближе к Шанхаю. Тогда поиски нового музыкального коллектива продолжились, в плюсе теперь уже были навыки игры на виолончели. Помотавшись по городам, пройдя через серию экзаменов, Ван Аньи так и не нашла другого коллектива, который бы согласился её принять.

### Писательская карьера
В 1978 году по всему Китаю активно прошло движение по возвращению в города студентов и интеллигенции, репрессированных в годы «культурной революции». Ван Аньи вернулась в Шанхай, где занялась литературно-редакторской работой, навсегда оставив занятия музыкой. Впрочем начало её писательской карьер состоялось тремя годами ранее: в 1975 году, гастролируя по Китаю в составе музыкальной труппы, Ван Аньи написала рассказ «Мрамор». Он был издан в 1977 году сборнике «飞吧，时代的鲲鹏». Каждый из авторов сборника получил по одному экземпляру, остальной тираж был сдан на макулатуру. В 1976 году в журнале «Литература и искусство провинции Цзянсу» («江苏文艺») появилась её первая публикация — рассказ «Вперёд» («向前进»).
После возвращения в Шанхай в 1978 году Ван Аньи работала в редакции детского журнала «Детство» (儿童时代). Этой работе писательница посвятил девять лет. К её основным обязанностям в то время относилось редактирование детских рассказов начинающих китайских авторов, а также работ, присланных самими юными читателями. В 1980 году, когда Союз китайских писателей проводил очередные, Пятые литературные курсы, Ван Аньи благодаря удачно сложившимся обстоятельствам смогла принять в этих курсах активное участие. 26-летней Ван Аньи посчастливилось заниматься вместе с талантливыми литераторами со всего Китая. Преподавательский состав состоял из крупных специалистов-литераторов, писателей и критиков. На курсах в Пекине Ван Аньи лично услышала положительный отзыв о своём рассказе «На равнине», опубликованном в литературном журнале «Литература и искусство провинции Хэбэй».
В 1983 году Ван Аньи вместе со своей матерью, Жу Чжицзюань, принимали участие в международной литературной программе при Айовском университете. Чэнь Инчжэнь в воспоминаниях об этой международной литературной программе писал, что среди всех писателей из КНР Ван Аньи выделялась своей внешностью: ей тогда не было и тридцати лет, тогда как остальные члены делегации — У Цзугуан, Жу Чжицзюань, Сяо Цянь и другие — были уже людьми в возрасте. Обычно молчаливая и скромная, Ван Аньи в своей приветственной речи рассказывала о поколении писателей, чья юность выпала на годы «культурной революции»; о том, что её ровесники оказались жертвами революции, понесли колоссальные потери в становлении их как личностей, но сегодня они восстанавливают силы, собираются духом для более плодотворной работы, творчества и жизни на благо своей родины. После поездки в Америку мать и дочь написали совместный рассказ «Круиз в США матери и дочери». Он стал их первой и единственной совместной работой.
В 1987 году Ван Аньи стала членом Союза писателей Китая. С 2001 года она занимает пост председателя Шанхайского отделения Союза писателей Китая. На 7-м Всекитайском съезде Союза писателей Китая, который открылся 12 ноября 2006 года в Пекине, писательница Те Нин избрана новым председателем Всекитайской организации. Заместителем нового председателя стала Ван Аньи.
Ван Аньи написала свыше 60 рассказов, более 30 повестей, семь романов. Она удостоена Всекитайской премии в номинации «за лучший рассказ» в 1981 году — «Бэньцы лечэ чжуньчжань» («Конечная станция»), «за лучшую повесть» в 1982 году — «Люши» («Быстролетящая») и в 1985 — за повесть «Сяобао чжуан» («Деревня Сяобао»). Её роман «Песня о вечной печали» (1995) в 2000 году был удостоен премии имени Мао Дуня.

## Творчество
За 40 лет творческой деятельности Ван Аньи написала десять романов, более двухсот повестей и рассказов, выпустила более пятидесяти сборников собственных произведений. В мире опубликовано более двадцати переводов её прозы, из них на русский язык переведено только шесть произведений.

### Цикл произведений о Вэньвэнь
Для раннего этапа творчества Ван Аньи характерна изящная, лирическая манера повествования, искусное изображение стремлений молодёжи к высоким нравственным идеалам. Работа в журнале «Детство» предопределила тематику, проблематику и типажи героев её первых произведений. Первые рассказы Ван Аньи воспроизводят наполненную яркими событиями жизнь китайских школьников. Несмотря на то, что на процессе обучения Ван Аньи в школе отрицательно сказались события «культурной революции», произведения этого этапа творчества не омрачнены печальными воспоминаниями. В тех же сочинениях, где тема «культурной революции» всё же затрагивается, происходящее воспринимается детьми. Они не видят ничего ужасного в поездке в деревню или в остановке учебного процесса в связи с частыми митингами и массовыми выступлениями. К данному творческому этапу относятся девять основных произведений: «На равнине» (1978 г.), «Кто будет бригадиром?» (谁是未来的中队长 1979 г.), «Девичьи неприятности» (一个少女的烦恼, 1979 г.), «Под шелест дождя» (雨, 莎莎莎 1980 г.), «Край света» (广阔天地一角, 1980 г.), «Судьба» (命运, 1980 г.), «Соло на флейте» (当长笛solo的时候, 1980 г.), «Видение» (幻影, 1981 г.), «Школьники 1969 года» (69届初中生, 1983 г.).
Начало 80-х годов, также относящееся к первому этапу творчества Ван Аньи, ознаменовалось романом и серией рассказов о девушке Вэньвэнь (雯雯). Наиболее репрезентативными произведениями считаются роман «Школьники 1969 года» (69届初中生) и рассказ «Под шелест дождя» (雨, 莎莎莎). Особенностью всей серии является использование собственного жизненного опыта Ван Аньи в качестве основы произведения. Серьёзное внимание уделяется личному восприятию описываемых событий и передаче собственных эмоций. В центре этих произведений в качестве свидетельницы происходящих в китайском обществе изменений выступает представительница образованной молодёжи, девушка по имени Вэньвэнь. Описывая впечатления от происходящего вокруг, её стремления, печали и мечты, Ван Аньи воссоздала чистый и прекрасный внутренний мир девушки. В своих рассказах из серии о Вэньвэнь писательница писала о школьной жизни, о производственных бригадах, молодёжной среде, о спорте, об армии, о любви и женитьбе. Историческим фоном для всех описываемых событий стала «культурная революция». Впервые в своём творчестве Ван Аньи поделилась с читателями своими размышлениями о некоторых вопросах «культурной революции». Творческая манера описания лично пережитых событий, их осмысление и оценка привлекли широкую аудиторию. С другой стороны, стала очевидной ограниченность содержания произведений, базировавшихся только на личном жизненном опыте, а также недостаточное владение писательским мастерством при создании сюжета романа.
Рассказ «Под шелест дождя» стал первым произведением Ван Аньи, привлекшим внимание профессиональных литераторов. Основной акцент в нём делается на описание детского мироощущения Вэньвэнь. Первые знаки внимания со стороны противоположного пола неожиданны и непонятны девочке. Сама Ван Аньи признаётся, что в основу рассказа лёг реальный случай из жизни: «Со мной случалось подобное: однажды я ждала автобус на остановке, пошел дождь, парень, который стоял рядом, протянул мне зонт. Он ничего не сказал, просто приблизил зонт ко мне, чтобы вместе укрыться от дождя. Когда пришел автобус, он так же молча убрал зонт и зашел в другую дверь автобуса. Меня это очень тронуло». На примере простой ситуации писательница рассуждает о взаимоотношениях между людьми. В жизни случается так, что обыкновенная забота о незнакомке на улице, на которую бессознательно готов один человек, является чем-то непостижимым для другого — даже по отношению к своей возлюбленной.
Наиболее полно жизнь Вэньвэнь описана в романе «Школьники 1969 года». Исследователь современной китайской литературы Лю Цзиньдун отмечает, что «… первая половина романа автобиографична, во второй рассказывается об образованной молодёжи, самодеятельном художественном коллективе, большая часть деталей взята из собственной
жизни…». Роман рассказывает о молодых людях, свидетелях «культурной революции». Этим подросткам, только что получившим среднее образование, с ещё не сформировавшимся мировоззрением, пришлось ехать в отдалённые горные или сельские районы. Среди этой же молодёжи была и сама Ван Аньи, поэтому изображение особенностей новой жизни вчерашних школьников и их растерянности в новых условиях получилось очень реалистичным и образным. Роман рассказывает о жизни Вэньвэнь с самого рождения и до 30-летия. За эти годы девушка пережила множество преобразований, проводимых в Китае: реформу совместной эксплуатации предприятий государственным и частным капиталом (1956 г.), борьбу против «буржуазных правых элементов» (1957 г.), политику «большого скачка» (1958 г.), три года нехватки продовольствия из-за неурожая (1959—1962 гг.), «культурную революцию» (1966—1976 гг.). Преобразования в стране отражались на жизни девушки: тяжёлый труд в производственной бригаде, работа продавцом в уездном городке, долгожданное возвращение в Шанхай, работа в уличной бригаде, подготовка к экзаменам в институт и неудача при поступлении. Судьба главной героини очень типична для китайцев, живших в годы больших перемен. Несмотря на прилагаемые ею колоссальные усилия, Вэньвэнь мало что удаётся: эпоха диктует свои правила выживания. Литературные критики Ван Чжэн и Сяо Хуа в своей работе пишут о произведении Ван Аньи следующее: «„Школьники 1969 года“ — это первый роман Ван Аньи, его можно назвать завершением серии о Вэньвэнь. Повествование начинается с младенческого возраста Вэньвэнь. Беззаботное детство ребёнка, рождённого в интеллигентной семье, спокойная и тихая жизнь, постепенное взросление… Несмышленым ребёнком Вэньвэнь начинает „играть“ во взрослую жизнь, а потом и полностью погружается в неё, словно лодочка из одного опавшего листа, попавшая в море: то поднимется на волне, то вновь скатится вниз. Вэньвэнь растеряна и бессильна перед лицом всемогущего рока, у неё нет иного выхода, кроме безвольного движения вперед». Роман «Школьники 1969 года» стал логическим завершением этапа, в котором Ван Аньи писала рассказы для детей и о детях. Рамки детского мировоззрения, а главное, темы, которые интересуют юных читателей, ограничивали возможности писательницы, поэтому Ван Аньи отходит от сочинительства литературы, посвящённой юным читателям, и начинает писать произведения для взрослых.

### Второй этап
Второй этап творчества, условно обозначаемый временными рамками 1981—1984 гг., характеризуется отступлением от одномерности и простоты мировоззрения героини серии произведений о Вэньвэнь, выходом писательницы за ограниченные художественные рамки детской литературы. Перемены были связаны с обучения Ван Аньи литературному мастерству на курсах в Пекине, а также участием в литературной программе в Университете Айова в США. К главным персонажам — школьникам прошлых лет — добавляются новые: молодые люди, вернувшиеся из деревень в город, городская молодёжь, представители буржуазии, китайские служащие и крестьяне. Расширяются и темы произведений Ван Аньи, её волнуют перемены в обществе, последствия «культурной революции», развитие городов и традиционность деревенского уклада жизни.
К наиболее характерным произведениям второго этапа творчества относятся «Конечная станция» (1981 г.), «Быстро летящая» (1982 г.), «Фундамент» (1981 г.), «Заурядные люди» (1981 г.), «Заключительные аккорды» (1981 г.), «Симфония судьбы» (1983 г.) и «Возвращение» (1982 г.). По сравнению с первым этапом материалы и темы значительно расширились, судьбы героев стали более сложными, разнообразными, их образы — более глубокими. Ван Аньи начинает уделять больше внимания анализу человеческих ценностей и культуры, размышлениям над проблемами, которые волнуют современников. Наиболее показательными являются рассказ «Конечная станция», удостоенный в 1982 году премии на Всекитайском конкурсе лучших рассказов, и повесть «Быстро летящая», получившая премию на Всекитайском конкурсе лучших повестей в 1984 году.
В 1982 г. в журнале «Исследования современной и новейшей литературы Китая» Ван Мэн опубликовал свою статью-отзыв о недавно прочитанных им произведениях Ван Аньи. Среди произведений, отмеченных известным писателем, вошли рассказы «Конечная станция», «Фундамент» и «На берегу канала». Несмотря на то, что произведения молодой писательницы были подвергнуты некоторой критике, в целом Ван Мэн остался доволен творчеством Ван Аньи, выразил свою надежду на то, что следующие произведения будут более глубокими, выразительными и интересными. Ван Мэн отметил, что «… Ван Аньи все более полно выражает себя, она появилась со своими личными особенностями на литературной арене и привлекла к себе внимание. Собственными глазами она улавливает и открывает жизнь, сердцем чувствует жизнь, собственным методом воспроизводит жизнь».

### Третий этап (1985-1990 гг.)
Написанные после 1984 г. произведения Ван Аньи кардинально отличаются от ранних произведений писательницы. Третий этап её творчества характеризуется более глубоким осмыслением истории, анализом культурных традиций и философским подходом к общественным и нравственным проблемам. К произведениям этого периода относятся «Деревня Сяобаочжуан» (1985 г.), «Деревня Далючжуан» (1985 г.), «Переулок 1001» (1984 г.), «Сплетни о Лао Бине» (1984 г.), «Война перепелятника и горлинки» (1986 г.), «Несчастная земля» (1988 г.), «Тетушка Хао и товарищ Ли» (1989 г.) и др. Подробные описания истории городов, яркие образы городских жителей, особенности их взаимоотношений свидетельствуют о профессиональной писательской наблюдательности Ван Аньи, воплощённой в незаурядные произведения.
Начало третьего этапа творчества Ван Аньи связывают с повестью «Деревня Сяобаочжуан». Относимая к «литературе поисков корней», повесть рассказывает о необычных социальных явлениях в самой обычной деревне Китая. По-новому оценив китайскую культуру, сравнив её с западным миром, Ван Аньи создала повесть «Деревня Сяобаочжуан», при этом акцент был поставлен на традиционных китайских ценностях. Повесть «Деревня Сяобаочжуан» отмечена престижными наградами: Всекитайской литературной премией за выдающуюся повесть (1986 г.) и лос-анджелесской литературной премией «Тайме Бук Прайз» в 1990 г. (перевод Марты Эвери).
Серия произведений о любви, работу над которыми Ван Аньи вела в середине 1980-х гг., поразила литературные круги Китая. Это был новый подъём в творческом становлении писательницы, на этот раз читателю были представлены размышления Ван Аньи о человеческих чувствах, любви и сексе. Сама Ван Аньи по этому поводу говорила: «Если описывать человека и не писать о его чувствах, то законченный портрет не получится, а сама суть человека не будет передана. Если вы действительно серьезный и глубоко смотрящий писатель, то вопрос о человеческих чувствах должен непременно подниматься в ваших произведениях» [Ван Аньи яньцзю цзыляо (Исследовательские материалы по Ван Аньи) (Под ред. У Ицинь). — Цзинань: Изд-во «Шаньдун вэньи», 2006., с. 380].
Все повести любовной трилогии («Любовь в глухих горах», «Любовь в маленьком городе», «Любовь в прекрасной долине») повествуют о романтических отношениях мужчины и женщины, сталкивающихся с разного рода преградами или трудностями. В повести «Любовь в глухих горах» судьба сводит вместе мужчину и женщину, оба они склонны к мысли о самоубийстве из-за несчастной любви. В результате женщина свой замысел осуществляет, а мужчина отступает от своего из-за слабого характера. «Любовь в маленьком городе» рассказывает о любви двух работников производственной бригады. Оба находятся в одинаковых условиях, обоим приходится терпеть беды и мучения. Не выдерживает Он и бросает женщину, Она же находит своё предназначение в роли заботливой матери.
Научная сотрудница Института литературы Академии общественных наук Китая, писательница и критик Ван Фэй посвятила трилогии Ван Аньи статью, в которой отмечает мастерство писательницы и предлагает своё понимание повестей шанхайской писательницы. «Если считать созданный Ван Аньи „мир Вэньвэнь“ изящным и наивным детским мировосприятием, а повесть „Деревня Сяобаочжуан“ взглядом на жизнь взрослого, опытного человека, тогда „любовная трилогия“ позволяет читателям взглянуть на жизнь глазами принявшей постриг женщины, но при этом успевшей познать любовь. Женщины и мужчины, о которых пишет Ван Аньи, воспринимаются именно под таким углом. Таинственная и огромная сила сексуального влечения и любви толкает их в новую жизненную ситуацию, подводит их к испытаниям чувством в повестях „Любовь в прекрасной долине“, „Любовь в глухих горах“ и „Любовь в маленьком городе“».
Повесть «Век на посту» продолжает поднятую тему любви и сексуальных отношений, но рассматриваются они уже под другим углом. Профессор Хунаньского педагогического университета, исследователь современной китайской литературы Тань Гуйлинь охарактеризовал повесть следующим образом: «Возможно, сам автор и не согласен с тем, чтобы относить его повесть к литературе о сексе и любви, но я считаю, что публикация произведения „Век на посту“ как раз и ознаменовала рождение чистой и совершенной литературы на эту тему в современном китайском творчестве. Основная идея повести — это восхваление любовных отношений, творческой силы, возникающей в процессе влюбленности и влечения».
В 1985 г. Ван Аньи закончила работу над своим вторым романом «Человек прежнего течения Хуанхэ». Повествование ведётся от лица главного героя Сань Линя. В центре произведения традиционные для Ван Аньи темы: мечтания о прекрасном будущем, трудности работы в рабочих бригадах, разочарования в зрелом возрасте. Роман строится на переплетении трёх повествовательных линий. Основная часть произведения посвящена описанию жизни и работе Сань Линя как участника самодеятельного художественного коллектива. Две другие линии — это воспоминания главного героя, а именно — детские годы и жизнь в деревне, куда он был направлен по распределению. На основе переплетений событий минувших и настоящих достаточно подробно раскрывается процесс обращения Сань Линя к музыке. Его судьба схожа с той, что досталась Вэньвэнь: оба персонажа живут в эпоху, которая не позволяет им добиться исполнения своих вполне реальных желаний.
Над своим третьим романом Ван Аньи работала в 1986—1987 гг. «Тридцать глав о потоке воды» — это произведение, представляющее собой глубокий психологический анализ духовного облика главной героини Чжан Далин. Сюжет романа аналогичен первому — «Школьники 1969 года», он также охватывает жизнь персонажа от рождения до тридцатилетия. Сложные душевные искания главной героини разворачиваются на фоне событий её жизни: вынужденное пребывание в деревне, вдали от родителей, возвращение в город, ошибки в любви. На примере судьбы Чжан Далин писательница в очередной раз продемонстрировала влияние исторических перемен в обществе на судьбу простого человека. Героиня романа одинока, но в этом кроется и её вина: у неё сложный характер, она педантична, не умеет дорожить близкими отношениями, косноязычна, кроме этого, всячески сторонится общества, в котором ей приходится жить. Но, несмотря на это, в глубине души у неё затаились жажда любви и дружбы, стремление к поиску своего идеала. Ван Аньи демонстрирует парадоксальность и причудливость своего персонажа путём погружения в её жизнь, её воспоминания, через оценки окружающих. Роман состоит из четырёх частей, каждая из которых в той или иной степени раскрывает отрезок жизни Чжан Далин. Роман написан в духе реализма, однако ему также присущи определённые черты романтизма.
В 1990 г. Ван Аньи закончила работу над повестью «Дядя». Основная тема повести — судьба интеллигента, сформировавшегося как личность к началу перемен в Китае, и восприятие его глазами следующего поколения молодых интеллигентов.
С начала 1990-х годов творческий путь Ван Аньи действительно изменился. Собственные признания писательницы, а главное, её новые произведения являются тому доказательством. Внимание Ван Аньи привлекла собственная биография, однако заниматься жизнеописанием, наполненным фактами и событиями, она не стала, вместо этого появились художественные романы и повести, в какой-то степени проливающие свет на жизнь писательницы. Начало прозе «реального мира» было положено ещё в 1985 г. написанием автобиографичной повести «Мое прошлое». Начало 1990-х годов характеризуется исследованием родословной Ван Аньи по материнской линии в романе «Правда и вымысел», написанном в 1991 — 92 гг. А в конце 1992 г. Ван Аньи уже заканчивает художественное воссоздание биографии своего отца произведением «Печаль о Тихом океане». Если сравнить два произведения по содержательности исторических фактов и событий, имевших место в жизни семьи Ван Аньи, то выигрывает последнее. В нём Ван Аньи вспоминает о своих предках (родителях отца), о младшем брате отца, убитом японскими милитаристами, об участии отца в революционном движении в Китае. Многоплановость и историческую ценность произведению придают многочисленные описания, связанные с военными действиями в Азиатско-Тихоокеанском регионе в 1941—1945 гг.
Одновременно Ван Аньи ведёт работу над произведениями другого плана, основное содержание которых касается социального места женщины и отношений между женщиной и мужчиной. Наиболее известные произведения в этом цикле: рассказ «Мяомяо» (1991 г.), роман «Мини» (1992 г.), «Неофициальная история „культурной революции“» (1993 г.), «Чувства и любовь в Сянгане» (1993 г.), «Я люблю Билла» (1996 г.).
В 1993 г. Ван Аньи закончила работу над «Неофициальной историей „культурной революции“». Несмотря на название, о самой революции в произведении можно найти мало информации, зато много написано о хрупкости отношений между мужчиной и женщиной, очень точно передаются переживания и трудности простых людей в годы «культурной революции». Чжао Чжиго, участник агитбригады по пропаганде идей Мао Цзэдуна, женился на девушке из капиталистической семьи. Однако в силу различных обстоятельств, таких как сходство в происхождении, богатый жизненный опыт, Чжао Чжиго сближается с женой старшего брата. Их чувства оказались непрочными, они не выдерживают испытания деньгами: когда встал вопрос о разделе наследства, женщина предаёт Чжао Чжиго, обеспечивая себе безбедную старость. Повесть высоко оценил современный китайский писатель и критик Чжу Екуан, который писал: "Если бы меня попросили выбрать наиболее репрезентативную повесть Ван Аньи из всех её произведений, я не задумываясь выбрал бы "Неофициальную историю «культурной революции».
Вторая половина 1990-х годов характеризуется новой темой в творчестве Ван Аньи. Местом происходящих событий становится Шанхай, описывается обычная жизнь жителей большого города, субъектом происходящего является женщина. Наиболее показательными произведениями в рамках этой темы можно назвать роман «Песнь о вечной печали» (1995 г.), «Мэйтоу», «Фупин», «Водяной орех и лотос», «История любви в салоне причесок».
К деревенской тематике Ван Аньи вернулась после 1995 г. В этот и последующие годы были написаны следующие произведения: «Сестры» (1996 г.), «Стремительная эпоха» (1998 г.), «Свадебный банкет» (1999 г.), «Собрание» (1999 г.), «Молодёжный ударный отряд» (1999 г.), «Набор рабочей силы» (1999 г.), «Садовый Сяохун» (1999 г.), «Ван Ханьфан» (2000 г.). В этих произведениях писательница говорит уже не о той традиционной деревне из повести «Деревня Сяобаочжуан», а о новой деревне, только что построенной и брошенной на произвол судьбы. После падения «банды четырех» из китайских деревень начался массовый отток переселенцев. Этот процесс принёс негативные последствия как для самих деревень, так и для перенаселённых городов, куда стекались люди изо всех уголков Китая.
Конец XX века принёс известность Ван Аньи как сценаристу и постановщику пьесы. В 1996 г. сянганская кинокомпания «Томсон» (4¾¾ выпустила фильм «Луна-искусительница». Сценарий был написан Ван Аньи в соавторстве с режиссёром фильма Чэнь Кайгэ. Официальные власти Китая посчитали фильм провокационным, и он был запрещён для показа в КНР. Однако в рейтинге американского журнала «Times», фильм вошёл в десятку лучших картин за 1997 год.
В 2005 г. на экраны вышла картина «Песнь о вечной печали» по одноимённому роману Ван Аньи. Режиссёр фильма Стэнли Кван сумел воссоздать яркую драму на экране, которая принесла дополнительную известность Ван Аньи. Главные роли исполнили современные популярные артисты Чжэн Сювэнь и Лян Цзяхуэй. Сотрудничество шанхайской писательницы с китайским кинематографом на этом не заканчивается, интерес к её творчеству растёт, а значит, в ближайшее время будут экранизированы другие произведения Ван Аньи.

## Произведения на русском
- Конечная станция / Пер. В. Сухорукова // Современная новелла Китая. М., 1988，с. 46—74;
- Заключительные аккорды / Пер Е. Рождественской-Молчановой // Царь-дерево. Современные китайские повести. М., 1989，с. 109—182;
- Возвращение Лао Кана: [Рассказ] / Пер. Ю. Иляхина // Наш современник. Спец. вып.: 50-летию КНР посвящается. М., 1999，с. 83-87;
- Дядя: Повесть // Шанхайцы: Сб. произведений китайских писателей. СПб., 2003，с. 4-74;
- Шанхайки [Из книги «В поисках Шанхая»] / Пер Д. Воскресенского // Китайские метаморфозы. Современная китайская художественная проза и эссеистика. М., 2007.
- История любви в салоне причесок / Пер. О. П. Родионовой) // Месяц туманов: антология современной китайской прозы, СПб.: Издательство «ТРИАDА», 2007, С. 302—323.

## Экранизации
Кинофильмы, снятые по сценариям Ван Аньи
| Год  | Русское название    | Китайское название | Международное название | Режиссёр   |
| ---- | ------------------- | ------------------ | ---------------------- | ---------- |
| 1996 | Луна-искусительница | 风月               | Temptress Moon         | Чэнь Кайгэ |

Кинофильмы, снятые по художественным произведениям Ван Аньи
| Год  | Русское название | Китайское название | Международное название | Режиссёр    |
| ---- | ---------------- | ------------------ | ---------------------- | ----------- |
| 2005 |                  | 长恨歌             | Everlasting Regret     | Стэнли Кван |
| 2006 | Мини             | 米尼               | Mini                   | Мишель Чэнь |